# Drocourt, Pas-de-Calais

Drocourt este o comună în departamentul Pas-de-Calais, Franța. În 1 ianuarie 2022 avea o populație de 2.952 de locuitori.